# NGC 6336
NGC 6336 (również PGC 59976 lub UGC 10786) – galaktyka spiralna z poprzeczką (SBa), znajdująca się w gwiazdozbiorze Herkulesa. Odkrył ją Édouard Jean-Marie Stephan 11 lipca 1876 roku.